# ヤゴ・サンティアゴ
ヤゴ・デ・サンティアゴ・アロンソ（Yago de Santiago Alonso, 2003年4月15日 - ）は、スペイン・ガリシア州・ビーゴ出身のサッカー選手。セグンダ・ディビシオン・エルチェCF所属。